# 第58寿和丸沈没事故
第58寿和丸沈没事故（だいごじゅうはちすわまるちんぼつじこ）は、2008年6月23日、千葉県銚子市の犬吠埼灯台の東方沖350 kmで発生した漁船の沈没事故。この事故により乗組員20名のうち4名が死亡、行方不明者13名を出し、3名が僚船により救助され生還した。

## 事故概要
福島県いわき市の漁業会社、酢屋商店所属の中型巻網漁船「第58寿和丸（135トン）」は、船団を組み犬吠埼沖合でカツオ漁を行っていた。6月23日当日の天候は梅雨前線の通過に伴い朝から小雨、昼頃から海上風警報が発令されており、漁に影響を及ぼす程の悪天候ではなかったが、第58寿和丸は漁場の状況から漁を止め休息することを選択。朝9時頃からエンジンを止めパラシュートアンカーを展開し、パラ泊（漂泊）を開始した。また、前日までの操業で獲たカツオを水揚げするため、運搬船である僚船「第33寿和丸」と「第82寿和丸」が漁場を離れていた。昼頃の気象状況は雨、視程3海里（約5.5 km）、風向は南の風10から11 m、波の高さ3 m、海況は回復傾向であった。
乗組員が休息していた13時10分頃、右舵前方から突如強い衝撃があり、その7-8秒後、再び強い衝撃に見舞われ鈍い音が船内に響いた。尋常でない衝撃音に全員が飛び起き、船体がゆっくりと右舷に傾き始めたことで沈没の危機を感じ取っており直ちにエンジンを始動し、バランスを取るためユニックを左舷側に振るなどの対応を行っている。しかし、傾きが止まらず船縁から海水が流入し始め、衝突から1-2分で右舷側から転覆した。
6キロ離れた僚船「第6寿和丸」でもパラ泊を行い昼休憩中であった。第58寿和丸の転覆後直ぐ、突如左舷側に大波が打ち付けたことを不自然に感じ、艦橋に上がりレーダー画面を覗いた所、第58寿和丸の影が消えていたため慌てて魚見台から双眼鏡を覗くものの、居るべき場所に船体が見当たらず、船首を下に45度の角度で沈むスクリュープロペラと舵を海面上に出した赤茶色の船底の様な物が確認できたことで直ちにエンジンを始動し現場に急行している。急行中に改めてレーダーを確認するも、画面上には他の僚船がくっきりと映っているにもかかわらず、第58寿和丸だけが突如として消え、海難に伴う救難信号も一切発していなかった。転覆現場に到着した時点で船体は船尾が僅かに見える程度であり、救助作業を開始した時点で既に30分が経過していた。現場海域は大量の重油が漂い、重油にまみれ真っ黒になった3名の生存者と4名の遺体を引き上げている。

## 事故原因と矛盾する報告書

### 運輸安全員会による報告書
2011年4月22日、運輸安全委員会による最終報告書が公表され、報告書では右舷前方へ波の打ち込みが沈没の原因であるとされた。
この他にも海水を排出するため上甲板に設けられた放水口の一部に溶接の跡が認められ、これが沈没要因のひとつであると記されているが、この指摘は沈没した第58寿和丸の船体ではなく、類似型船舶の写真が引用されている。船舶を所有する酢屋商店関係者はこの指摘を一蹴しており、第58寿和丸の生存者も脱出のため上甲板に出た際、海水の滞留は一切なかったと証言している。

### 乗組員証言との矛盾
波以外の何かに衝突した衝撃を感じており、波による転覆はあり得ないと述べており、運輸安全委員会の事故報告書で流失した原油量は15から23 ℓ（一斗缶一缶分）と見積もられているが、救出された乗組員や遺体は重油で全身真っ黒であり、滑るため引き上げ作業が難航するほどであった。これは船底が破壊されない限り流出する量ではなく、救出に当たった第6寿和丸の乗組員は直径約50 m、短径で20から30 mに渡り重油が広がっていたと証言しており、事故直後に海上保安庁の航空機によって撮影された現場写真から裏付けられた。量にして15から23 kL、報告書の200倍の量である。なお、単純に転覆による沈没だった場合、給油口やエア抜き口が閉じられていることが確認されているため大量流出することはあり得ない。運輸安全委員会による生存者からの聴取も行われており、同様の口述メモが残されているが、報告書では全く触れられていない。

### 署名活動
第58寿和丸が沈没した年の秋、政府に対し水深5,800 mに沈む船体の潜水調査を求めるため小名浜機船底引き網漁協を中心とした署名活動が行われている。最終的にいわき市長櫛田一男はじめ、市議や漁業関係者14万5,682名が賛同し、翌年の1月に要望書を国土交通省や運輸安全員会、農林水産省、水産庁などに提出している。この結果から2009年3月11日に行われた衆議院予算委員会上において自民党の岩城光英によって「事故原因が不明。漁業関係者が安心して操業できない」として潜水調査を求める質問が行われている。

## 疑惑
ジャーナリストである伊澤理江は、2019年の秋に福島県いわき市にある「日々の新聞」の400号出版記念に伴い、この記事をネットメディア上に掲載するためいわき市を訪れていた。ここで日々の新聞社が福島第一原子力発電所事故に伴う処理水排出問題に関し漁港への取材を行っており、これに同行したことが第58寿和丸沈没事故を知る切っ掛けとなった。

### 潜水艦による衝突の可能性
2008年7月23日、当初事故調査を担当した横浜地方海難審判所は、事故当時周辺に居た僚船のレーダーや目視などから他の船を確認しておらず、乗組員の証言などから「状況からみて潜水艦による衝突以外の可能性は考えにくい」として調査を開始している。
同日行われた赤星慶治海上幕僚長による会見では「海上自衛隊の潜水艦も航行する海域だが、事故発生以来、接触事故を起こしたり、修理を必要としたりした潜水艦は出ていない」と回答、在日米海軍司令部広報も「米軍の潜水艦がかかわった事実はない」と回答し容疑を否定している。
伊澤は関係資料を集め、国土交通省の官僚や当時の事故調査担当官、海上保安庁、海洋動物や工学の専門家、軍事専門家および元潜水艦隊司令などへの取材を行い、この論証から沈没の原因はアメリカ海軍の原子力潜水艦の可能性が極めて高いとしている。運輸安全委員会に対し報告書作成に至った資料の開示請求を行った所、阻却判断が下され、標目さえ開示されず全てが黒塗りであった。軍事評論家の小川和久は、沈没した船体の損傷を見ておらず、潜水艦との衝突が原因かどうかは分からないと前置きしながらも日本とアメリカの可能性が高いとし、同様に田岡俊次も第58寿和丸沈没事故の報道を受け、2002年10月に韓国沖で同様の事故を起こしたアメリカの原子力潜水艦「ヘレナ」の可能性を疑っており、事故から12日後の7月4日、横須賀に寄港したヘレナをヘリコプターから視察しているが明確な確証は得られていない。
元潜水艦隊司令への取材から、この海域は海上自衛隊とアメリカ海軍の潜水艦が頻繁に利用する海域であるとしながら、海上自衛隊の潜水艦の関与はまず100%考えられないと述べた。これは、過去に事故を起こし救助を怠った「なだしお事件」や、2006年に宮崎沖で発生した練習潜水艦「あさしお」事故の際に発生した報告の遅延などを受け、民間の船舶と衝突した場合には即座に海上保安庁など関係各所への通報と救助義務が明確にされ、司令部に対する報告義務、修理には大勢の人間が関わることでリークする確率も高まるため隠蔽することはまず不可能であるとした。
他の可能性として、ロシア海軍は冷戦時代と比べ戦力が縮小していることから可能性は低く、中国海軍はこの頃には日本の海域へは進出しておらず、2004年に発生した尖閣諸島周辺の日本領海に侵入した事件以降、第一線部隊に対し無謀な活動を控える様通達が出されており、韓国海軍や台湾海軍は運用数が圧倒的に少なく日本近海まで来る理由に乏しいことから可能性は低いとした。残る可能性として同盟関係にあるアメリカ海軍となるが、海上自衛隊は運用する潜水艦の動力が通常動力型であるなど基本性能が全く異なるため、運用方法の違いから米軍原潜の動向を全く把握しておらず、事故に伴う日本への通報義務もないとした。
伊澤はアメリカへの情報公開法（Freedom of Information Act, FOIA）を利用し、アメリカ海軍や国防総省などへの資料開示請求を行うものの、潜水艦は軍事機密レベルが高く、これが障壁となり明確な資料が開示されていない。また、世界でも同様の事故が多数起こっており、明確な物的証拠が示されない限り隠蔽されるケースが後を絶たない。